# 假轮状糙苏
假轮状糙苏（学名：Phlomis pararotata）为唇形科糙苏属下的一个种。